# Paul Hervieu
Paul Ernest Hervieu, född 2 november 1857, död 25 oktober 1915, fransk författare.
Herieu var ursprungligen advokat och blev senare legationssekreterae i Mexiko, men ägnade sig från 1881 helt åter författarskapet. Hans artiklar under pseudonymen Eliacin tilldrog sig uppmärksamhet genom en ovanlig förmåga att kort men träffande, i ett koncentrerat språk ange det för varje fall karakteristiska. Ironiskt och konkret, blev han en personligt formad, men typisk representant för realismen och delades dess pessimistiska syn på samhällslivet. I sin realism är han typiskt fransk, sober, kortfattad, mer vädjande till publikens förståelse än omständligt förklarande. Samtidigt är han trängt logisk i uppbyggnaden, inte utan den klassiska skolans drag av didaktiker, ställande problem under debatt. Bland hans romaner märks Peint par euxmêmes (1893) och L'armature (1898); bland hans pjäser för teatern Les tenailles (1895), Course du flambeau (1901), ännu en succépjäs på Théâtre français, samt Le destin est maïtre (1914).